# Silent Hunter V
Silent Hunter V: Battle of the Atlantic is een U-bootsimulator ontwikkeld voor Microsoft Windows en uitgegeven maart 2010 door Ubisoft.

## Gameplay

### Overzicht
De speler heeft het commando gekregen over een bemanning van ongeveer 28 man en over een U-boot, die door rond te lopen en met de bemanningsleden te praten wordt bestuurd.

### Spelmodes
Er zijn in Silent hunter V verschillende spelmodes waaronder Campagne waar de speler carrière maakt door voor de asmogendheden tegen de Royal Navy te strijden, er wordt dan vaak gejaagd op transportschepen om, net als in het echt, er voor te zorgen dat Groot-Brittannië geen voorraden van over zee meer krijgt.
Ook kan de speler deelnemen in een aantal historische missies die echt gebeurd zijn.
Verder zijn er nog een paar multiplayermissies die via LAN of de Ubisoft-server gespeeld kunnen worden.
Een mission-editor is inbegrepen om eigen missies te maken en dan natuurlijk met Silent Hunter V te spelen.

### Schepen
Gedurende het spel voert de speler het commando over de variaties van het type VII U-boot, in het begin van de campagne is alleen type VIIA beschikbaar maar als de speler het goed doet kan hij worden bevorderd tot een ander type.
Alle oppervlakte schepen worden bestuurd door de AI, het primaire doel voor de speler zal vaak het jagen op transportschepen zijn, maar soms ook grote kruisers.
Destroyers dienen te allen tijde ontweken te worden.

## Beveiligingssysteem
Silent Hunter V is uitgerust met een nieuw anti-piraterijsysteem dat een constante internetverbinding vereist tijdens het spelen.
Spelerprofielen worden gebonden aan een account op de Ubisoft-server en kan dus op elke computer zonder dvd gespeeld worden (na de installatie) en voortgang staat dan ook op de server.

## Terugroeping in Duitsland
In Duitsland werd het spel teruggeroepen omdat de ontwikkelaars nazisymbolen hadden laten staan zoals hakenkruizen.
De Duitse wet verbiedt dit en zou zo ook het spel uit het land kunnen bannen.